# 平良とみの沖縄タイム〜なんくるないさ〜
平良とみの沖縄タイム〜なんくるないさ〜（たいらとみのおきなわタイム・なんくるないさ）は、ラジオ沖縄で放送していたトーク番組である。2006年6月放送開始。沖縄県出身の女優で、「おばぁ」の愛称で親しまれる平良とみが、初めてパーソナリティーを担当するミニトーク番組で、日々の生活ぶり、あるいは歴史・伝統・文化や、平良自身の体験談を、自身の親しみやすい口調で紹介している。
毎回冒頭には、「きょうもおばぁのゆんたくに付き合って頂戴ね」というご挨拶で始まり、またおしまいには「おばぁの別れの挨拶は"ンジナ、ンジナ、アチャガフウニゲーサニナ"、あなたの明日の幸せを祈っていますよ」で締めくくる。

## 放送日時
- 2006年6月から9月　10:30-10:40
- 2006年10月から2007年3月　18:20-18:30

2007年3月24日についてはラジオ沖縄の小磯アナがお便りを紹介した。国内だけでなく、インターネットの影響でアメリカなど世界各地から放送を聴いているリスナーの投書があった

## その他
- ポッドキャスティング配信を実施。